# کلاین زانکت پائول
کلاین زانکت پائول (به آلمانی: Klein Sankt Paul) یک منطقهٔ مسکونی در اتریش است که در Sankt Veit an der Glan District واقع شده‌است. کلاین زانکت پائول ۲٬۰۴۹ نفر جمعیت دارد.